# ハコマクラ属
ハコマクラ属 (Olivancillaria) は、南米大西洋岸に棲む巻貝でマクラガイ科に属する。貝殻は高さ約2cm程度の紡錘形またはずんぐりとした円筒形で、殻口は広く開き外唇は比較的薄い。螺塔縫合部が凹み溝状になる。ウルグアイを中心にアルゼンチンからブラジルにかけて分布する。

## 種類
以下のような種がハコマクラ属に属する種として知られている。なお産地国と殻長はロッテルダム自然史博物館の標本のデータを例示した。
- Olivancillaria Auricularia (Lamarck, 1811) ククリマクラ。ブラジル, 51mm.
- Olivancillaria brasiliana (Lamarck, 1811): Olivancillaria urceus (Röding, 1798)と同種とみなされるようになった。
- Olivancillaria carcellesi Klappenbach, 1965 ブラジル, 32mm.
- Olivancillaria contortuplicata (Reeve, 1850) ネジレヒダボタル。ウルグアイ, 30mm.
- Olivancillaria deshayesiana (Ducros de Saint Germain, 1857) ウルグアイ, 26mm.
- Olivancillaria millepunctata (Duclos, 1840) アンゴラ, 17mm ⇒ Olivella millepunctataに分類されている。
- Olivancillaria orbignyi (Marrat, 1868) ウルグアイ, 24mm.
- Olivancillaria teaguei Klappenbach, 1964 ウルグアイ, 20mm.
- Olivancillaria urceus (Röding, 1798) ハコマクラ。アルゼンチン, 47mm.
- Olivancillaria vesica (Gmelin, 1791) ブラジル, 32mm.
- Lintricula auricularia (Lamarck, 1810)[4]: Olivancillaria Auricularia (Lamarck, 1811)に分類されるようになった。

他のマクラガイ科の種とともに、ガクフボラ科に近い系統と考えられている。

## 生態
潮間帯下の砂底に棲む。左右に分かれた小さい前足と、とても広く広がる後ろ足を持つ。両足でナミノコガイを抱き込んで食べる。また小型の端脚類も食べる。歯舌は狭舌型。雌雄の別があり交尾する。